# Confederação dos Cariris
Confederação dos Cariris, também chamada de Guerra dos Bárbaros, foi um movimento de resistência de indígenas brasileiros das nações Cariri e Tarairiú à dominação portuguesa. Ocorreu entre 1682 e 1713 na região Nordeste do Brasil, sobretudo no Rio Grande do Norte, Ceará e Paraíba.

## Os Cariris
Os cariris viviam em vastas áreas dispersas entre os rios São Francisco (Bahia) e Parnaíba (Piauí). Supõe-se que tenham migrado do norte, em busca de terras mais adequadas à sua cultura. Acredita-se que falassem línguas do tronco macro-jê.
Dentre os povos cariris destacavam-se:
- os Inhamuns - habitantes dos sertões de igual nome;
- os Cariús - localizados sobretudo na serra do Pereiro e nas terras compreendidas entre os rios Cariús e Bastiões;
- os Crateús - que se localizavam na bacia superior do rio Poti; e
- os Cariris, propriamente ditos - que viviam no extremo sul do Ceará e centro-oeste da Paraíba (Tarairiús).

Dedicavam-se, entre outras atividades, à colheita do caju, usado como alimento e na fabricação de um vinho denominado "mocororó". Segundo Capistrano de Abreu, o nome kariri significa "tristonho, calado, silencioso". Ele os descreve como "valentes e de terrível resistência, talvez os de mais persistência que os portugueses encontraram".

## Origens da Confederação

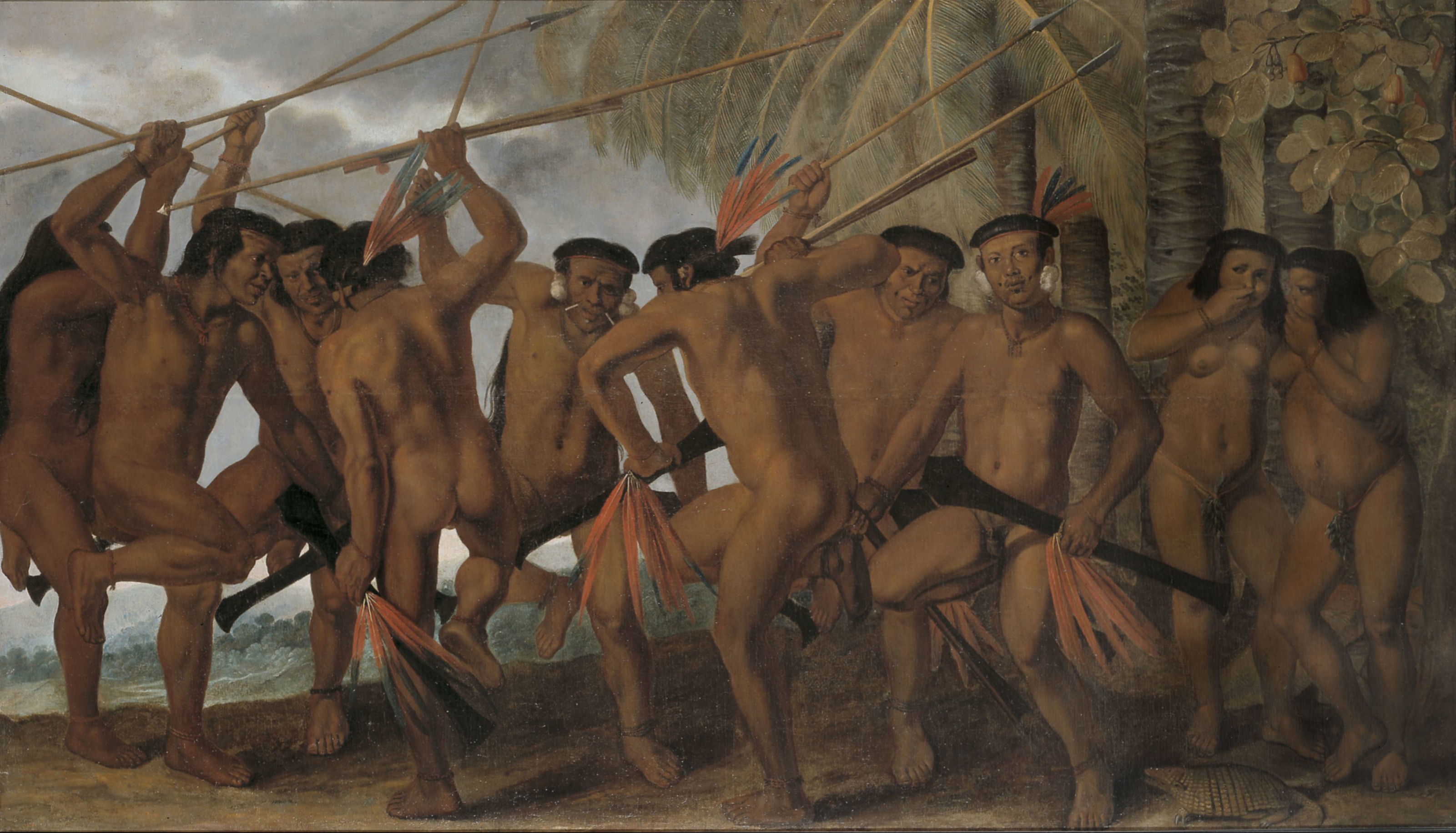
«Dança dos Tapuias», célebre quadro do pintor neerlandês Albert Eckhout.

A rigor, embora tenham inicialmente recebido os europeus amistosamente, os indígenas brasileiros jamais aceitaram, sem resistência, a dominação do "homem branco", sobretudo a partir da penetração do conquistador português no interior do país, na busca de metais preciosos ou na expansão das fazendas pastoris. Esse avanço geralmente se tornava sinônimo de massacre dos nativos, escravização dos sobreviventes, violência sexual e usurpação das terras indígenas. Não menos nefasta, para eles, era a ação dos missionários.
A resistência indígena se fazia pela fuga dos aldeamentos missionários (em sua maioria, jesuítas) e de outros tipos de cativeiro, pela defesa das aldeias contra as investidas dos bandeirantes, por ataques a vilas e fazendas, bem como por formas variadas de suicídio, quando aprisionados. Essa resistência, ainda que heroica, mostrou-se infrutífera, não somente em face da superioridade militar do homem branco, como também devido à dificuldade dos indígenas de se unirem contra o inimigo comum. Ao contrário, divididos por rivalidades entre povos, muitos se prestavam a auxiliar os europeus na luta contra outros indígenas. Nas raras ocasiões em que conseguiram se unir, na forma de confederações, os conquistadores tiveram muito trabalho para dominá-los.
Uma dessas confederações foi a dos cariris, que durou trinta anos, envolvendo nativos principalmente do Ceará, mas também alguns povos de Pernambuco, Rio Grande do Norte e Paraíba. Ela foi uma resposta tardia ao avanço de poderosos sesmeiros (como o célebre Garcia d’Ávila, da Casa da Torre), que se apossavam de vastos territórios, invadindo terras ocupadas por indígenas e provocando vários conflitos.

## A Guerra dos Bárbaros
A história dessa confederação se divide em três fases. A primeira se inicia com uma revolta indígena na região norte-rio-grandense do Assu; a segunda, de maior duração, teve lugar na Paraíba, ao longo de toda a povoação de Bom Sucesso do Piancó; a terceira e derradeira, concentrou-se no Ceará.
A revolta começou com ataques generalizados contra vilas e fazendas, resultando em muitas mortes e destruição de patrimônio. Em face dos pedidos de socorro que lhe chegavam das zonas conflagradas, Manuel da Ressurreição, então no governo-geral do Brasil, decidiu requisitar bandeirantes de São Paulo e de São Vicente para acabar com a "anarquia".
Mas a presença dos paulistas não debelou a revolta: ao contrário, dilatou-a para outras regiões, provocando a adesão dos anacés, jaguaribaras, acriús, canindés, jenipapos, tremembés e dos baiacus, que se mostraram os mais terríveis e constantes inimigos dos colonizadores, na zona do baixo Jaguaribe.
A vila do Aquiraz, então sede da capitania do Ceará, foi atacada, levando cerca de duzentas pessoas à morte. O resto da população fugiu, defendendo-se como pôde pelo caminho, que se semeou de mortos, indo acolher-se à proteção dos canhões da fortaleza de Nossa Senhora da Assunção, na foz do riacho Pajeú.
Após anos de luta, entrou, em ação, o temível regimento de ordenanças do coronel João de Barros Braga. Essa cavalaria, vestida de couro como os vaqueiros e composta de homens conhecedores do terreno em que cavalgavam, bem como do modo de guerrear dos indígenas, promoveu uma expedição guerreira em 1713 que subiu pelo vale do Jaguaribe até o Cariri, dizimando todos os indígenas que encontrou pelo caminho, sem distinção de sexo ou idade. J. Capistrano de abreu relata no livro Capítulos de História Colonial p.109. "Faltam documentos para escrever a história das bandeiras, aliás sempre a mesma: homens munidos de armas de fogo atacam selvagens que se defendem com arco e flecha; à primeira investida morrem muitos dos assaltados e logo desmaia-lhes a coragem; os restantes, amarrados, são conduzidos ao povoado e distribuídos segundo as condições em que se organizou a bandeira.
Foi assim que, violentamente sufocada militarmente, extinguiu-se a confederação dos Cariris, num episódio da história do Brasil ao qual a historiografia luso-brasileira da altura chamou "guerra dos Bárbaros".